# بحيرة فيرليس
 بحيرة فيرليس تقع في مقاطعة هينو بالقرب من مدينة شيماي ضمن إقليم والونيا وتبلغ مساحتها 1. 25 كم2